# Miki Howard
Alicia Michelle Howard (Chicago, 30 settembre 1960) è una cantante statunitense.

## Biografia
Figlia di cantanti gospel, Miki Howard si è fatta notare giovanissima da Augie Johnson, cantante del gruppo Side Effect, del quale è entrata a far parte per pochi anni a partire dal 1979. Il suo album di debutto da solista, intitolato Come Share My Love, è stato pubblicato nel 1986 dalla Atlantic Records. Tra il 1986 e il 1992 ha piazzato quattro album nella Billboard 200, mentre nella classifica dedicata ai singoli R&B ne ha accumulati dodici, tra cui due numero uno. In particolare, nel 1992, Ain't Nobody Like You è riuscita ad entrare anche nella Hot 100, all'84ª posizione.
Nel 1988 la cantante ha trionfato ai Soul Train Music Awards come miglior nuova artista, mentre nel 1991 è stata candidata agli American Music Award per la miglior artista soul/R&B femminile. Nel 2002 ha ricevuto la sua prima candidatura al Grammy Award grazie a Three Wishes.

## Discografia

### Album in studio
- 1986 – Come Share My Love
- 1987 – Love Confessions
- 1989 – Miki Howard
- 1992 – Femme Fatale
- 1993 – Miki Sings Billie
- 1997 – Can't Count Me Out
- 2001 – Three Wishes
- 2006 – Pillow Talk
- 2008 – Private Collection
- 2015 – I Choose to Be Happy

### Album dal vivo
- 1996 – Live Plus

### Raccolte
- 2001 – The Very Best of Miki Howard

### Singoli
- 1986 – Come Share My Love
- 1987 – Imagination
- 1987 – Come Back to Me Lover
- 1987 – Baby, Be Mine
- 1988 – That's What Love Is (con Gerald Levert)
- 1988 – Crazy
- 1989 – Ain't Nuthin' in the World
- 1989 – Love Under New Management
- 1990 – Until You Come Back to Me (That's What I'm Gonna Do)
- 1990 – Come Home to Me
- 1992 – Ain't Nobody Like You
- 1992 – Release Me
- 1993 – Shining Through
- 1993 – But I Love You
- 1997 – Something I've Never Had
- 2001 – Nobody
- 2001 – Kiss of a Stranger
- 2008 – Favorite Time of the Year
- 2014 – Panther (feat. Too Short)
- 2015 – He Looked Beyond My Faults